# پروستش پود کرمشنیکم
پروستش پود کرمشنیکم (به چکی: Proseč pod Křemešníkem) یک منطقهٔ مسکونی در جمهوری چک است که در ناحیه پلهریموو واقع شده‌است. پروستش پود کرمشنیکم ۵٫۳۳ کیلومتر مربع مساحت و ۹۱ نفر جمعیت دارد و ۶۰۹ متر بالاتر از سطح دریا واقع شده‌است.